# Ardenne '44, un inferno
Ardenne '44, un inferno (Castle Keep) è un film del 1969 diretto da Sydney Pollack, tratto dal romanzo Passioni al castello (Castle Keep, 1965) di William Eastlake.

## Trama
Foresta delle Ardenne, 1944; durante la controffensiva tedesca nel Belgio un drappello di otto soldati americani, comandato dal maggiore Abraham Falconer, riceve l'ordine di tenere una posizione nei pressi di Saint Croix, non lontano dall'antico castello di Maldorais, di proprietà di un'antica stirpe di conti, il cui ultimo discendente, che vi risiede insieme alla giovane moglie Therese, viene fermato dai soldati e "convinto" a concedere il maniero come caposaldo.
Il castello non è importante solo per la sua posizione strategica ma soprattutto per il patrimonio artistico in esso contenuto; il capitano Lionel Beckman, un esperto d'arte, vorrebbe evitare che il prevedibile scontro con le truppe tedesche che stanno avanzando verso Bastogne possa portare alla sua distruzione ma il maggiore si mostra irremovibile, privilegiando la maggiore sicurezza che il riparo all'interno del castello potrebbe offrire ai suoi soldati.
Nei giorni che precedono lo scontro il capitano cerca di coinvolgere i soldati in uno studio del castello e dei suoi tesori ma non riesce a riceverne l'attenzione, suscitando il loro disinteresse e la loro ironia; attenzione che viene invece rivolta verso il bordello della cittadina, la Regina rossa, dove essi a turno vi si recano con l'eccezione del sergente Rossi, che, svolgendo nella vita civile il mestiere di fornaio, si intrattiene in un forno, insieme alla vedova che vi risiede e che vi lavora, del tenente Amberjack, un giovane con studi di seminarista e per questo chiamato dai soldati "reverendo", affetto dal complesso di Edipo e del maggiore, che seduce la moglie del Conte, aiutato dalla sua incomprensibile indifferenza.
Il comportamento del conte si spiega con la sua impotenza che gli impedisce di avere una discendenza, necessaria sia a continuare la stirpe che la custodia degli immensi valori contenuti nel castello, ed in ragione di questo egli non aveva esitato a "concedere" la moglie anche all'ufficiale tedesco che prima degli americani aveva occupato il castello, rispettandone tuttavia il patrimonio. In seguito il conte, attraverso un passaggio segreto, andrà incontro ai primi tedeschi che si avvicinano, dando loro la possibilità di penetrare nel castello e sorprendere i soldati americani. Tuttavia viene scoperto dal maggiore che lo uccide, facendo poi saltare la galleria, nonostante le obiezioni del capitano, e distruggendo così anche le opere d'arte custodite nei sotterranei.
L'attacco tedesco in forze avviene poco dopo e, dopo un intero giorno di combattimenti, il castello viene distrutto ed i soldati americani vengono uccisi ad uno ad uno. L'ultimo di loro, Allistair P. Benjamin, il soldato più giovane della compagnia con velleità di scrittore, si salva perché il Maggiore gli ordina, prima di morire, di allontanarsi portando in salvo Therese, nel frattempo rimasta incinta.

## Produzione
Il film fu girato in Jugoslavia. I Panzer tedeschi sono dei T-34/85 russi, allora in dotazione all'esercito iugoslavo, a cui furono aggiunti dei freni di bocca sul cannone e allungate le marmitte, per renderli simili ai Panzer VI Tiger I. Il bazooka usato dai soldati per fermare i panzer è un modello M20 "Super Bazooka" da 89 mm che comparve nel 1950 e fu usato nella guerra di Corea contro i T-34 in dotazione ai nordcoreani; durante la seconda guerra mondiale furono usati i bazooka modello M1 e M9 da 60 mm. Queste armi non erano molto efficaci contro i carri tedeschi più potenti come i Tiger e i Panzer V Panther che avevano corazze fino a 10 cm: per avere qualche effetto occorreva colpire i cingoli o la parte posteriore che era meno protetta. È realistica la sequenza in cui un razzo del bazooka rimbalza sulla torretta di uno dei carri, riuscendo appena a scalfirla.